# 15608 Owens
15608 Owens eller 2000 GK124 är en asteroid i huvudbältet som upptäcktes den 7 april 2000 av LINEAR i Socorro County, New Mexico. Den är uppkallad efter Alexander C. Owens.
Asteroiden har en diameter på ungefär 3 kilometer och den tillhör asteroidgruppen Vesta.